# Historia de Pontevedra

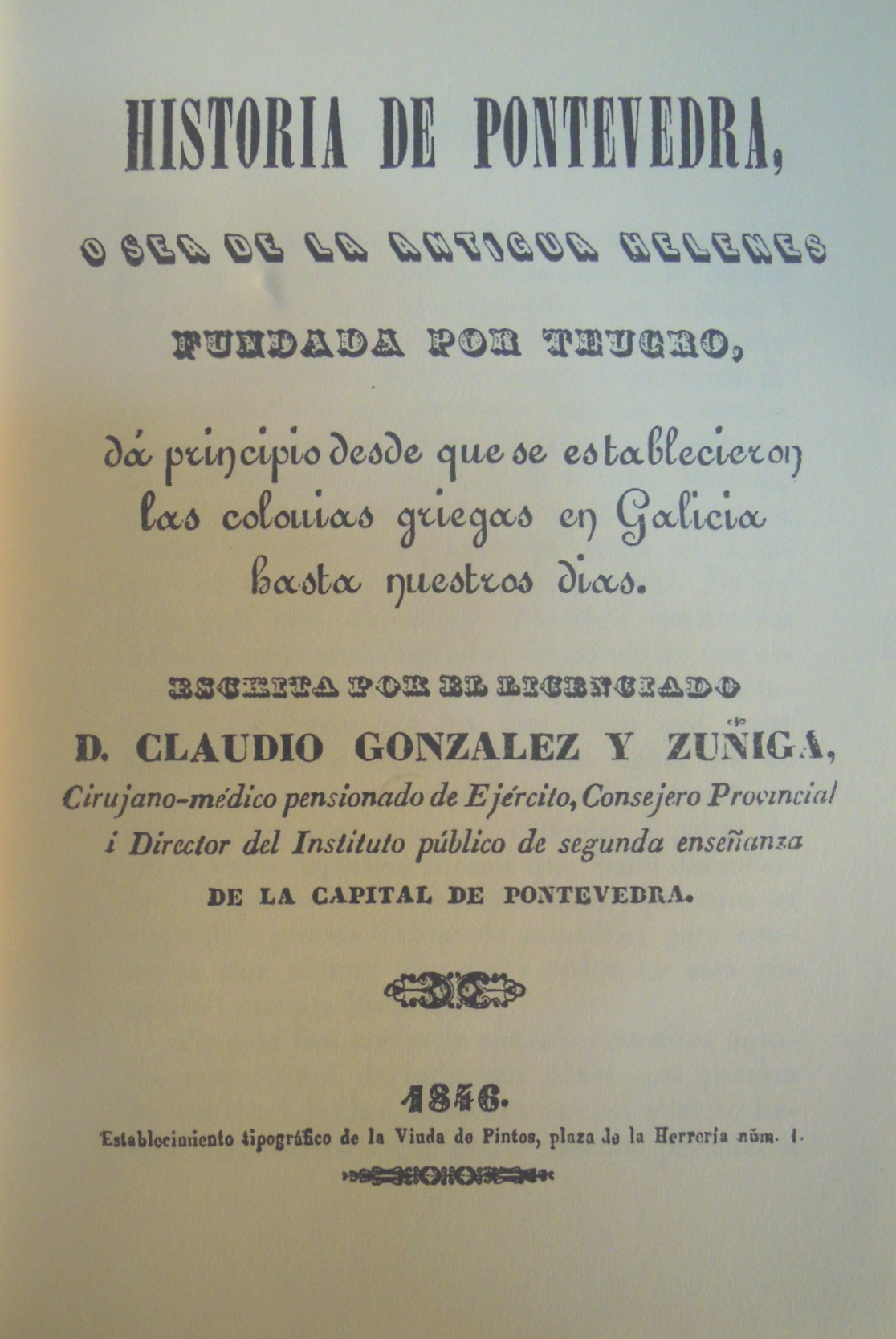
Historia de Pontevedra, de Claudio González Zúñiga, 1846.

La historia de Pontevedra abarca las diferentes épocas en que la actual ciudad española de Pontevedra estuvo poblada, desde los primeros asentamientos hasta la actualidad. 

## Etimología
El origen latino del nombre de la ciudad indica el origen romano del emplazamiento inicial: el nombre procede de la combinación de las palabras pons, pontis ("puente") y vetus, veteris ("viejo, viejo").

## Origen
Los primeros restos prehistóricos que se conservan son hachas de la Edad del Bronce y dos castros situados donde actualmente se encuentran las iglesias de Santa María y San Francisco.
En torno al nacimiento de la ciudad de Pontevedra existe la leyenda a la fundación de la misma por parte de un personaje erudito, gestada durante la época de mayor desarrollo económico y social de la ciudad, el Renacimiento, cuando era la mayor ciudad de Galicia.Este personaje mitológico es Teucro, uno de los héroes de la guerra de Troya, quien tras la muerte de su hermano Ayax y al ser aborrecido por su padre, Telamón, partió hacia Galicia, y bautizó la ciudad en donde se retiró con el nombre de Helenes.

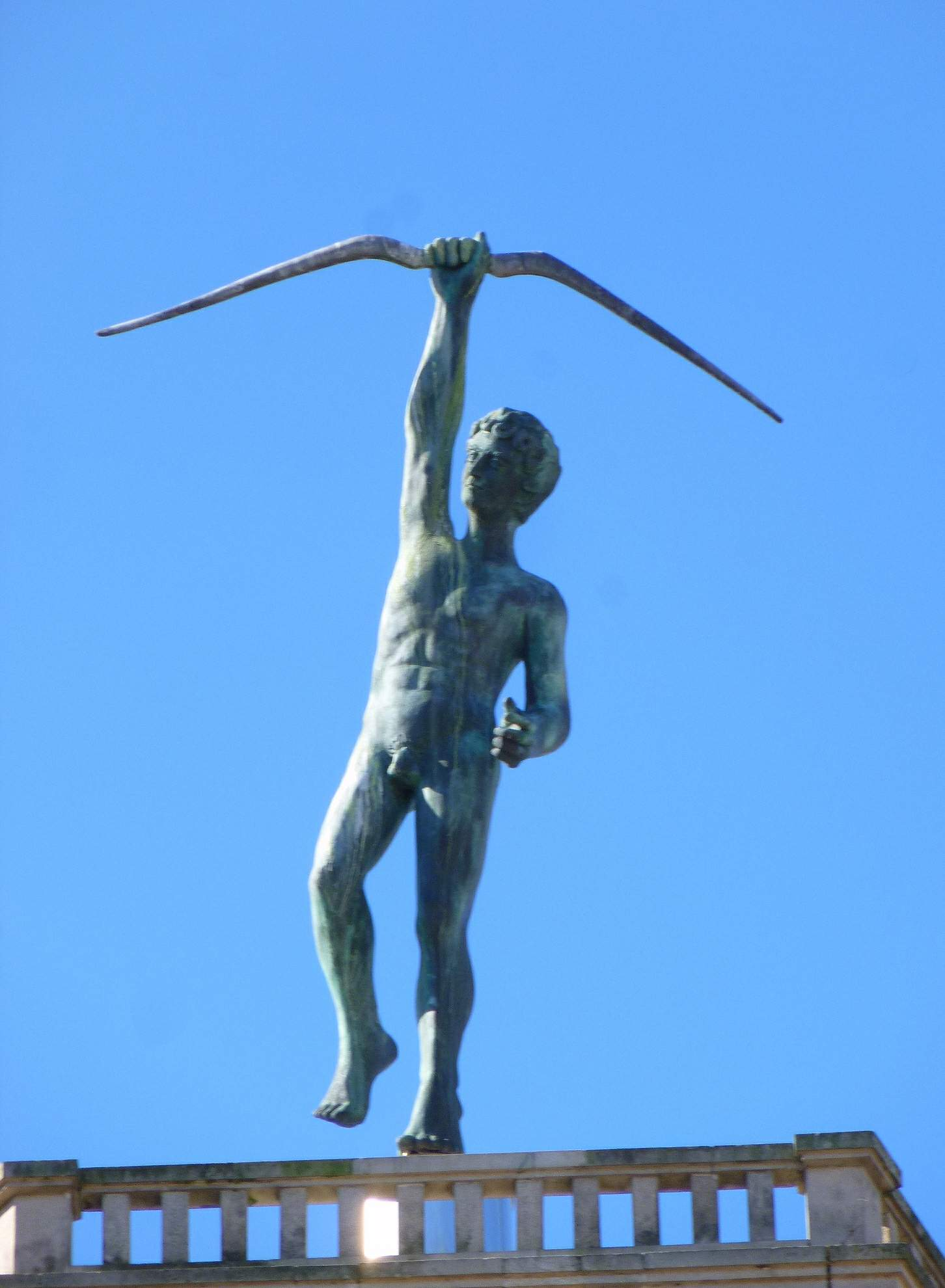
Estatua de Teucro en la plaza de San José.

|  | FVNDOTE TEVCRO VALIENTE DE AQVESTE RÍO EN LA ORILLA PARA QUE EN ESPAÑA FVESES DE VILLAS LA MARAVILLA DE ZEBEDEO LA ESPADA CORONA TU GENTILEZA VN CASTILLO PVENTE Y MAR ES TIMBRE DE TV NOBLEZA |  | Te fundó el valiente Teucro en la orilla de este río para que de España fueses de villas la maravilla De Zebedeo la espada corona tu gentileza Un castillo, un puente y el mar Son el timbre de tu nobleza. |

## Edad Antigua

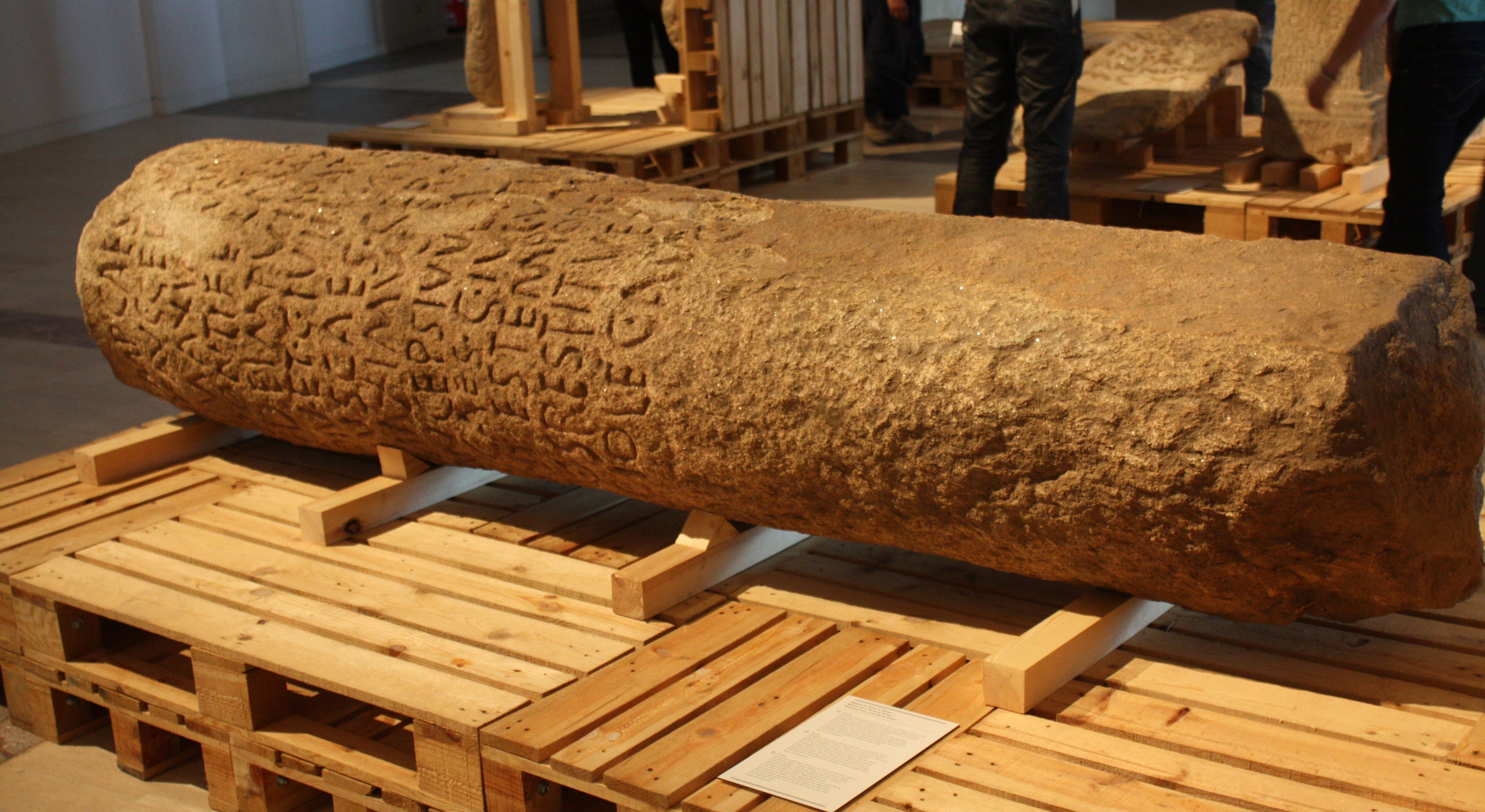
Miliario de Adriano.

Tras la integración de Gallaecia en el Imperio Romano, se construyeron una serie de vías de comunicación para unirla comercialmente con el resto de la Península. Una de estas vías, la Via XIX Per Loca Maritima, conectaba los tres principales centros administrativos gallegos: Bracara Augusta (Braga), Lucus Augusti (Lugo) y Asturica Augusta (Astorga).

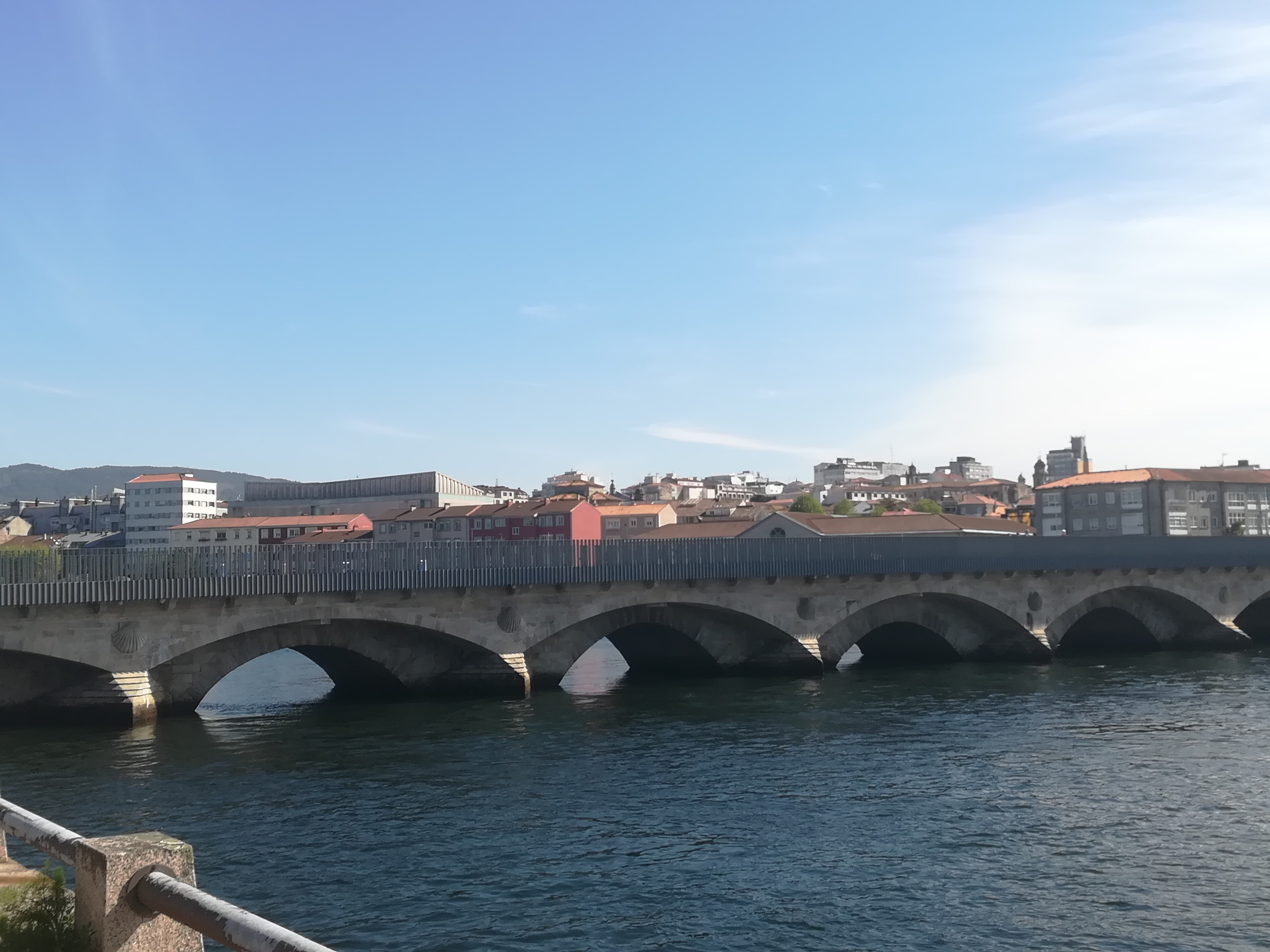
Puente del Burgo.

En Pontevedra, esta vía cruzaba el río Lérez. En 1988, en una intervención en el extremo sur del Puente del Burgo, se encontró a más de cuatro metros de profundidad un miliario fechado en el año 134, el llamado Miliario de Adriano. La mansio (centro de población) de Turoqua (Torre sobre el agua) estaba ubicada, cerca del centro histórico de la ciudad. Esta es la teoría que defiende actualmente, entre otros, el arqueólogo Antonio de la Peña Santos. Posteriormente se construyó un puente para salvar el cauce del río, del que todavía no se conocen vestigios pero del que sí existen referencias ("in vetula ponte") en documentos medievales como la alusión a la Paz de Lérez.
En 2007, se encontraron nuevos restos de origen romano en la plaza Valentín García Escudero, al lado del puente del Burgo, entre ellos dos nuevos miliarios. Uno de ellos, un miliario completo, dedicado al emperador Maximino Daya (emperador de la mitad oriental del imperio (308-313), solo votivo ya que en él no aparecen distancias. La transcripción del grabado es:
DEDICADO A NUESTRO SEÑOR GALERIO VALERIO MAXIMO NOBILÍSIMO CESAR.
El segundo miliario es de mejor factura. También se encontraron monedas y un sello en el centro de la ciudad (cerca de la Fuente dos Tornos) en las proximidades de la plaza de Méndez Núñez, y tégulas y algunas monedas en las proximidades de la calle Enfesta de San Telmo en 2001.
En 2003 se descubrieron en la calle Princesa en el centro histórico varios metros de pavimento de época romana, restos de tégula y vidrio, así como un hipocausto en buen estado de conservación.Estos hallazgos, junto a otros encontrados cerca del núcleo urbano, como el miliario dedicado a Caracalla encontrado en Alba, el miliario dedicado a Majencio encontrado en Cerponzones, los restos de la Calzada de la Santiña de Lérez aún visibles en el siglo XIX o el cipo de Maximino y su hijo Máximo encontrados en Ponte do Couto de Tomeza confirman el paso de la calzada romana por el lugar que hoy ocupa la ciudad de Pontevedra.

## Edad Media
Según un privilegio otorgado en 955 por el rey Ordoño II, durante la primera invasión árabe, Pontevedra fue un refugio para los obispos de Galicia y numerosos nobles del reino. Durante el siglo X en una de sus incursiones, Almanzor pasó de largo por Pontevedra al vadear el río Lérez.
Durante el reinado de Fernando II, en el siglo XII, se produjo una cierta reactivación de la actividad comercial en Pontevedra debido a la restauración de caminos y puentes, y paralelamente a este fenómeno se volvió a poblar el lugar que hoy ocupa la ciudad, tras atravesar un cierto período de vacío en la Alta Edad Media.

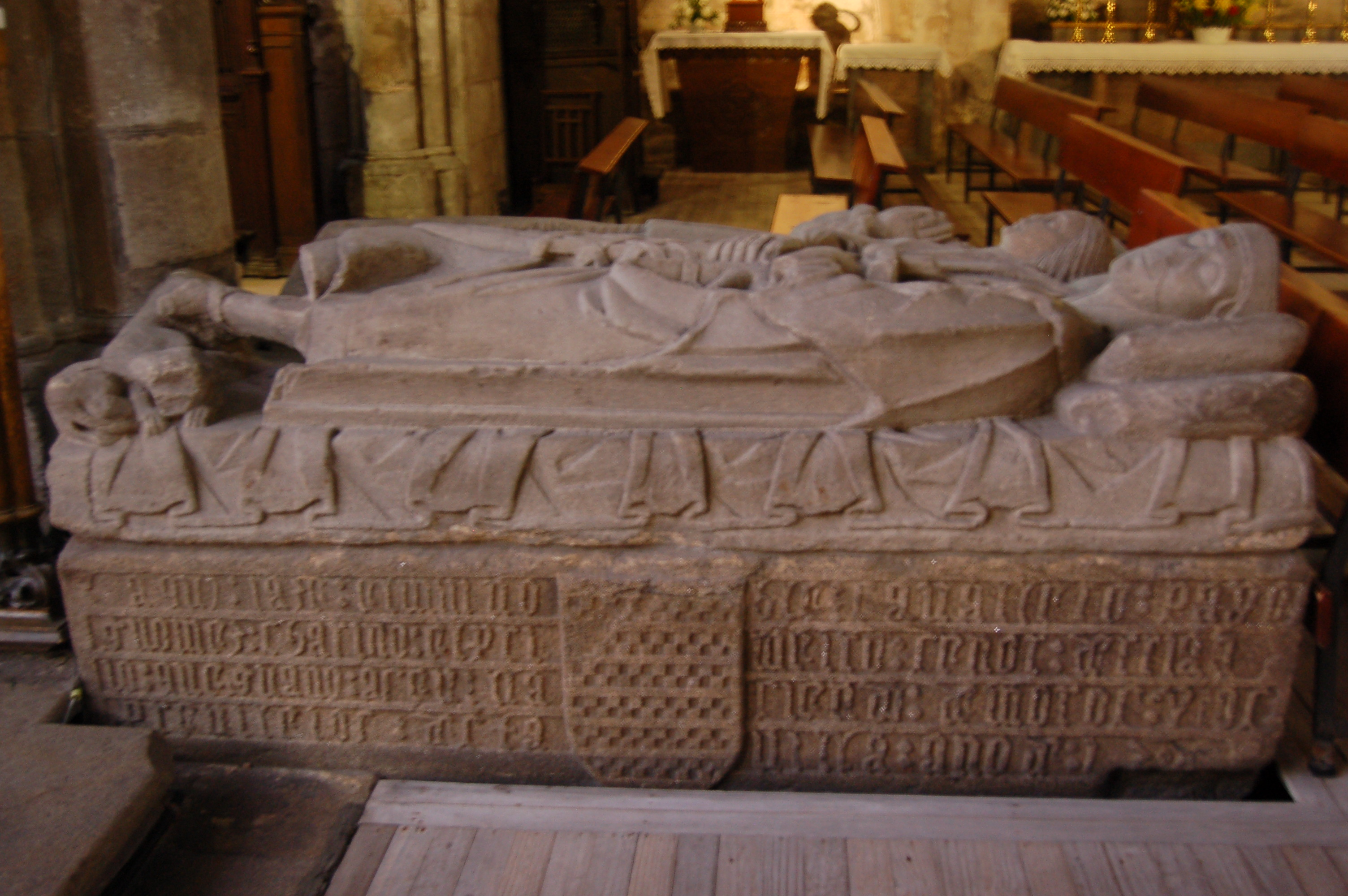
Sarcófago medieval de Pay Gómez Charino, en el convento de San Francisco.

Durante la Edad Media, Pontevedra fue ocupada en diversas ocasiones por los portugueses. Como resultado, se firmó en 1165 el famoso tratado conocido como "La paz del Lérez" (Super flumen Lerice, in vetula ponte) en el puente del Burgo entre Alfonso I, rey de Portugal, y Fernando II de León, rey de Castilla. En el documento de la Paz del Lérez se menciona a la villa como Vetula Ponte, siendo este documento uno de los primeros acuerdos diplomáticos de la provincia de Pontevedra.
En la segunda mitad del siglo XII, los primeros escritos conservados hacen referencia a un burgo llamado Ponte Veteri, en alusión al antiguo puente romano, en desuso por su ruina. Este puente empezó a ser sustituido por otro medieval - el actual puente del Burgo modificado posteriormente - en el mismo año en que Fernando II concedió el fuero de ciudad a los habitantes de la villa, en 1169. Actualmente no se conserva el foro original de Fernando II, sino una confirmación de Alfonso X del año 1264. Los privilegios y exenciones que se otorgaron a la ciudad actuaron como importantes dinamizadores de su actividad económica. Entre las concesiones destacan el monopolio de la fabricación de saín (aceite de grasa de pescado) en Galicia, así como el del curado de pescado (no la salazón) otorgados en 1229 y la adjudicación del puerto de carga y descarga de Galicia en 1452.
En 1386 Pontevedra evitó ser atacada y saqueada por las tropas inglesas del duque de Lancaster.
Las sucesivas ampliaciones del recinto amurallado de Pontevedra estuvieron determinadas por el crecimiento demográfico y el desarrollo de las actividades económicas de la ciudad, que necesitaba mayores espacios a los que expandirse. A estas causas se unió el deseo de la Corona de controlar la producción y el tránsito de mercancías.

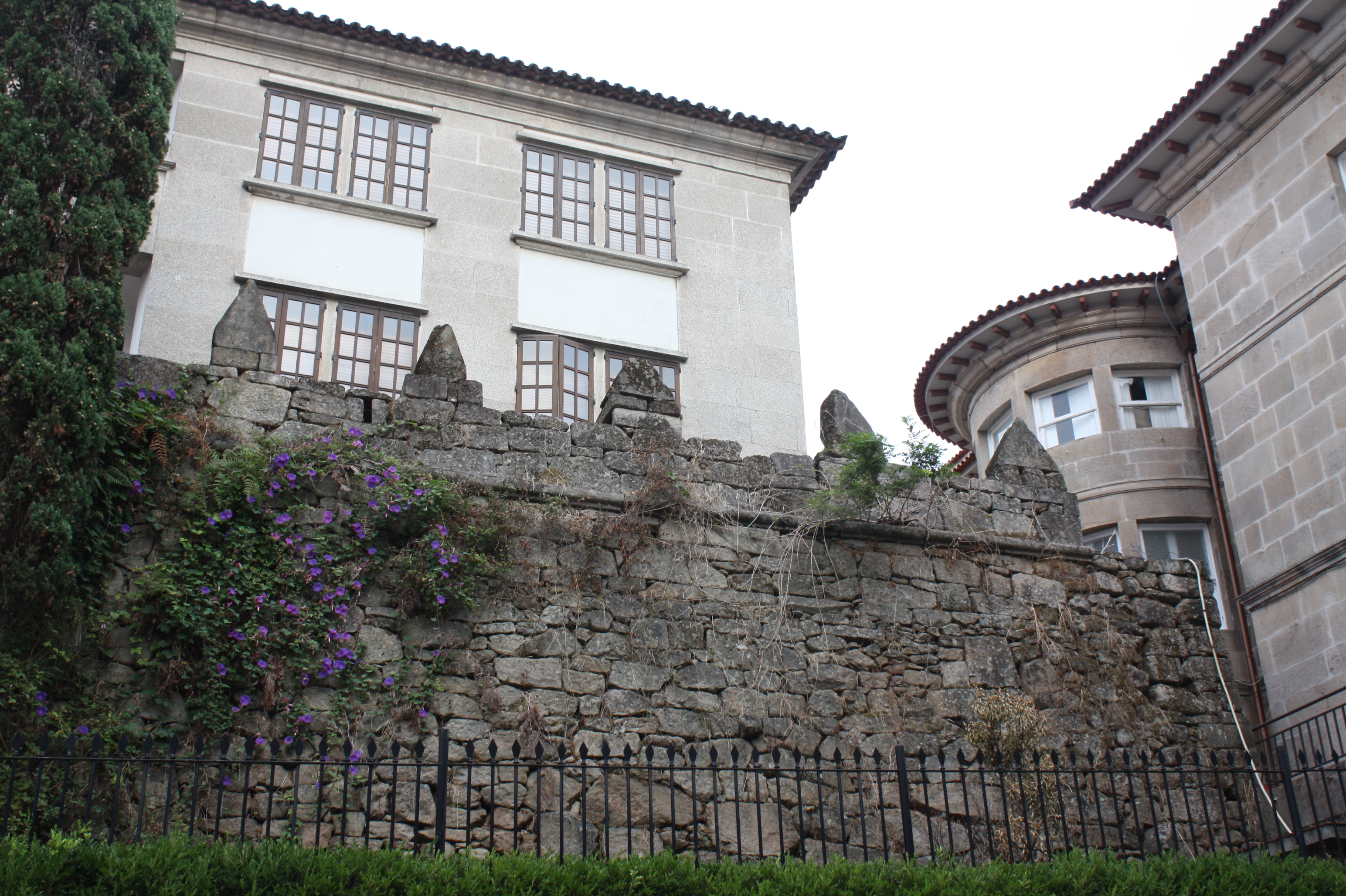
Restos de la muralla de Pontevedra con sus almenas.

## Edad Moderna

### SigloXV
La actividad económica de la ciudad alcanzó su mayor esplendor bajo el reinado de Enrique IV de Castilla, cuando en 1467 concedió a la ciudad el privilegio de una feria franca, de 30 días de duración, que se celebraba quince días antes de la festividad de San Bartolomé.  Para la celebración de estas ferias se volvió a ampliar la muralla para dar cabida a la plaza de la Herrería, que albergaría el recinto ferial.
En las carpinterías de ribera de la ciudad se construyeron embarcaciones famosas como la comandada por Payo Gómez Charino, que tomó Sevilla durante la Reconquista o la carabela Santa María, "La Gallega", que partió de una de ellas para su viaje a América. Las carpinterías de ribera y los armadores de Pontevedra tenían una gran envergadura y su potencia marinera aparece reflejada de distintas formas como en un contrato del siglo XVI para enviar expediciones a Terranova.

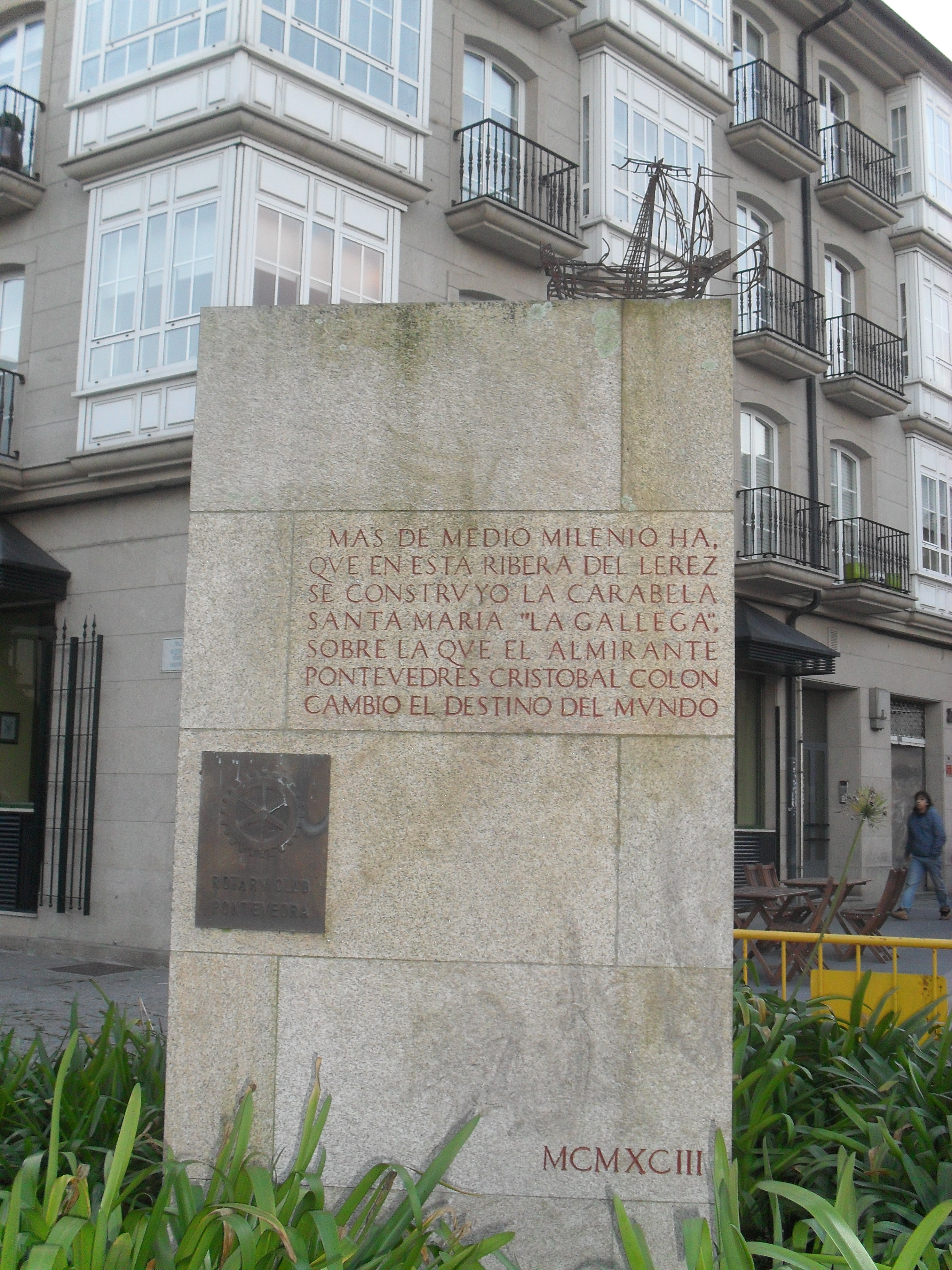
Monumento en la plaza del Muelle que recuerda que la nao Santa María se construyó en Pontevedra.

### SigloXVI
En el siglo XVI, Pontevedra se convirtió en la ciudad gallega más poblada (en 1556, Pontevedra tenía 1600 vecinos, Santiago 1000, La Coruña 500), con un gran puerto pesquero vinculado al comercio internacional, donde destacaba la actividad de exportación de salazones a Portugal. Testimonio de esta época es la basílica de Santa María la Mayor, construida gracias a las aportaciones del poderoso Gremio de Mareantes que, en aquella época, tenía el monopolio de la exportación de salazones.
A finales del siglo XVI comenzaron a hacerse notar los síntomas de la profunda crisis en la que se sumió Pontevedra durante los siglos XVII y XVIII, y que tuvo su origen en diversos factores, desde las adversidades climáticas hasta las políticas, negativas para la ciudad y para Galicia, estas últimas llevadas a cabo por la Corona, que se desvinculó de una población que, pese a ser la más poblada de Galicia, iba languideciendo a medida que su principal actividad económica, la pesca, decaía.

### SiglosXVIIyXVIII

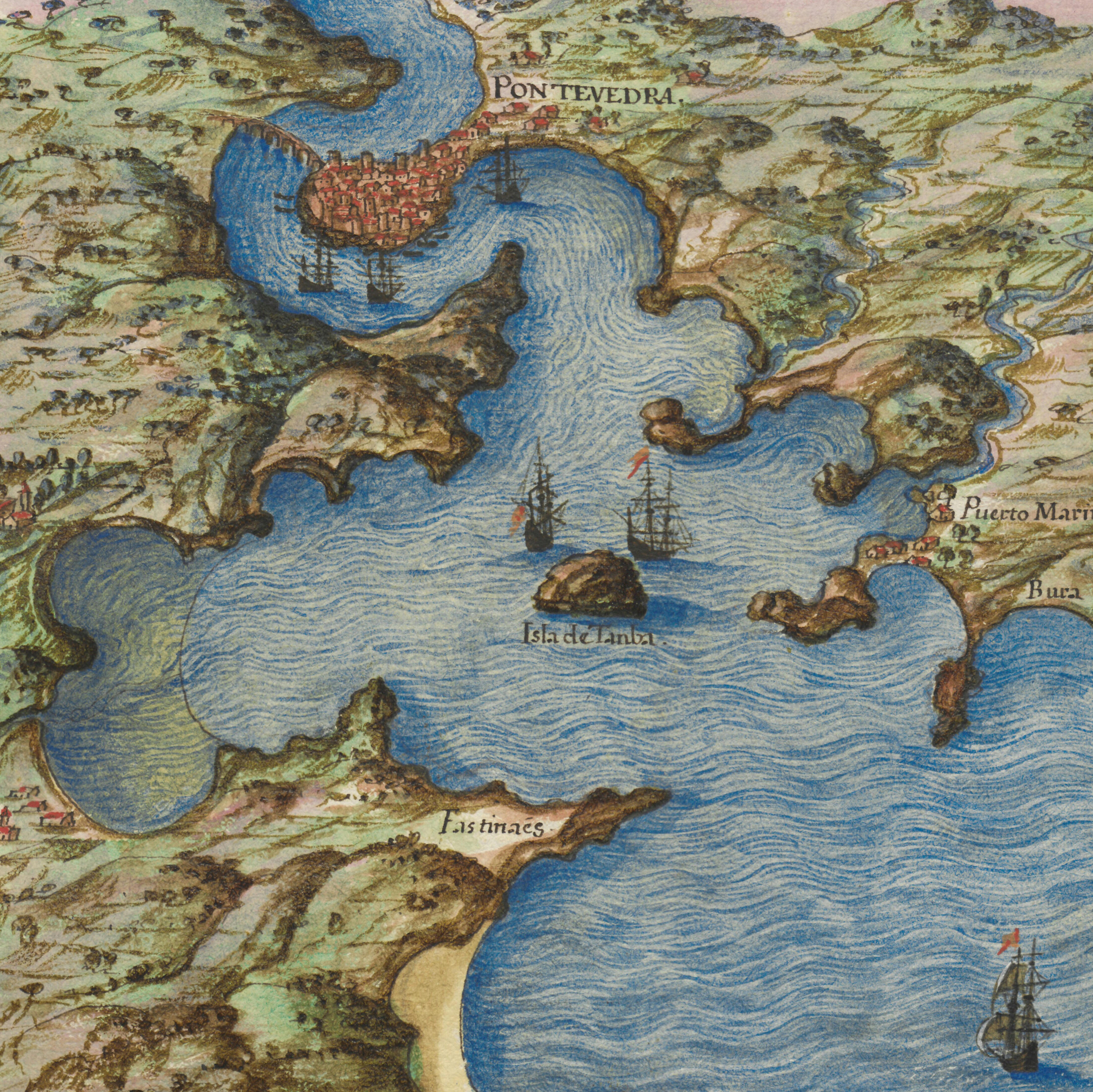
Pontevedra y su ría en 1634 en el atlas de Pedro Teixeira.

Durante los siglos XVII y XVIII, la decadencia se agravó debido a una situación de inestabilidad política provocada por las constantes guerras que existían en aquella época (Portugal y la sucesión a la corona española, la ocupación inglesa en 1719), que contribuyeron a la caída del comercio exterior. 

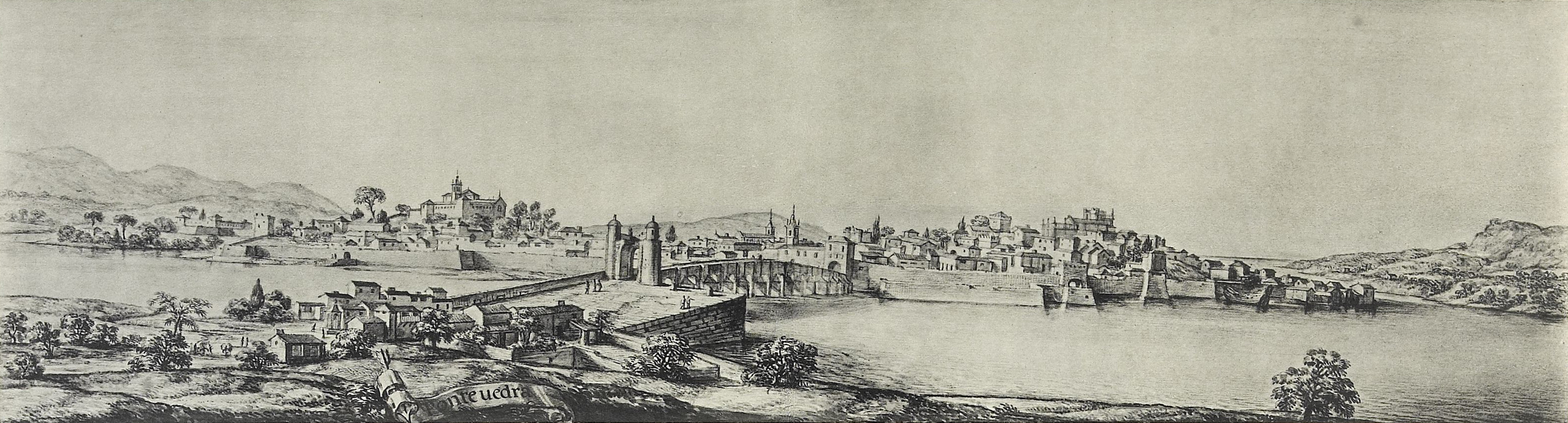
Pontevedra en 1669 en una acuarela de Pier Maria Baldi.

El río Lérez fue produciendo una sedimentación en el puerto pontevedrés que redujo su calado y obligó a cerrarlo a buques de gran tonelaje. La población de la ciudad se redujo a la mitad, en unos siglos en los que se duplicó en Galicia y se triplicó en el resto de la comarca de Pontevedra. Esta crisis demográfica fue causada por epidemias y enfermedades graves y se vio exacerbada por el agotamiento de los caladeros. Como resultado, los buques mercantes se dirigieron a otros puertos y los pescadores a otros caladeros.

## Edad Contemporánea

### SigloXIX
A principios del siglo XIX la economía de Pontevedra se basaba fundamentalmente en la actividad artesanal, el comercio y, en menor medida, en la pesca y la agricultura. Durante la Guerra de Independencia Española, el general Michel Ney intentó ocupar la ciudad.
En 1833, con la creación de las provincias en España, Pontevedra se convirtió en la capital de su provincia con la división territorial de Javier de Burgos. Gracias a las funciones económicas que se derivaron de esta condición, así como al hecho de ser cabecera de la región, Pontevedra se transformó en una ciudad administrativa además de comercial que atraía a burócratas, burgueses, profesionales y artesanos de todo tipo. En 1835 Isabel II le concedió el título de ciudad.

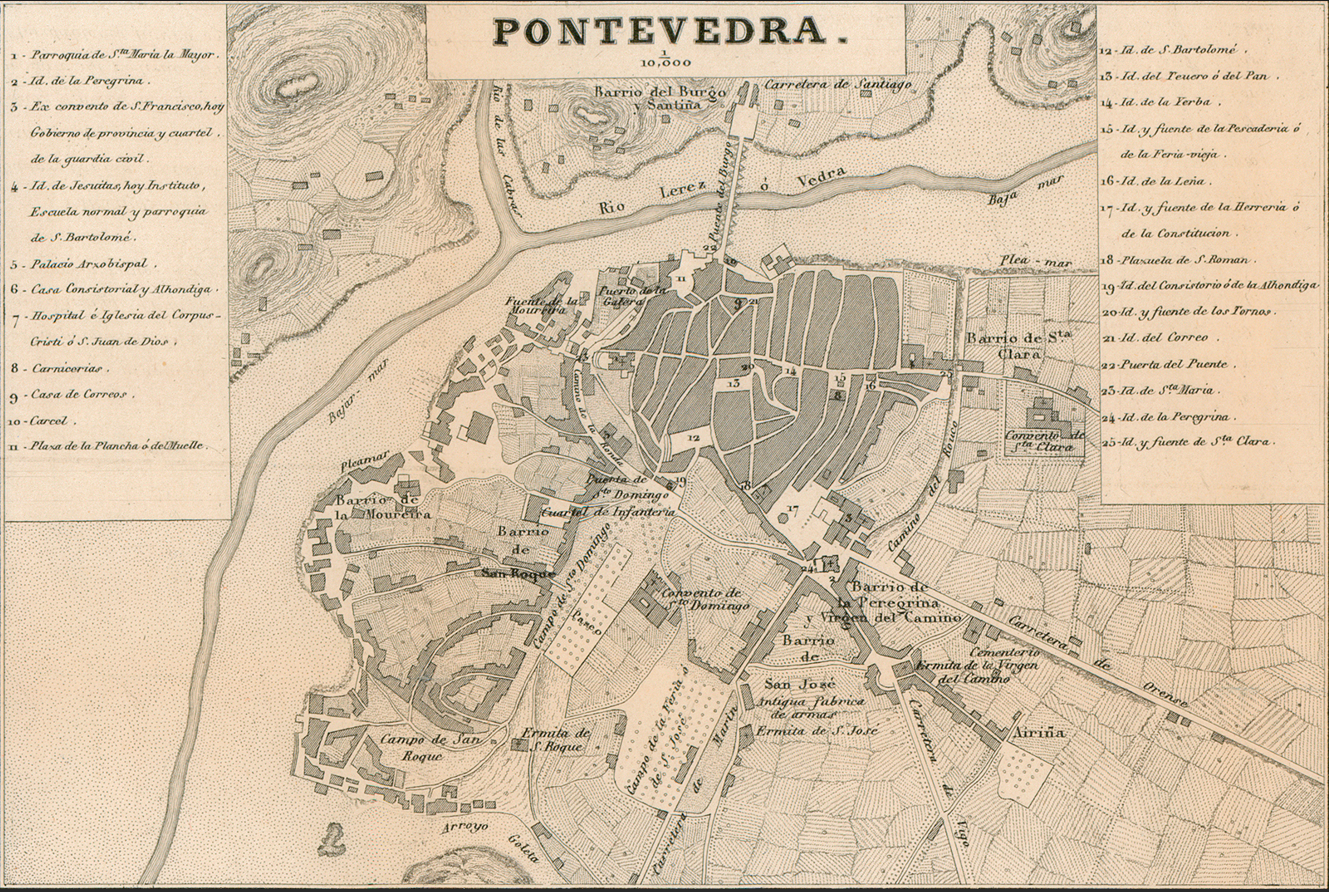
Plano de Pontevedra en 1856, según Francisco Coello de Portugal y Quesada.

En esta época, ante la necesidad de contar con espacios para la edificación, la ciudad cambió su fisionomía. Se derribaron las murallas a partir de 1852 y se abrieron nuevas calles, como la que hoy conduce desde la calle de la Oliva a la calle Virgen del Camino (actual calle García Camba) o la que va desde la calle del Comercio hasta la calle Michelena. Asimismo, se desarrollaron obras de infraestructura y saneamiento, se construyeron escuelas y hospitales como el nuevo Hospital Provincial de Pontevedra, se acondicionaron espacios de uso público como la Alameda del Arquitecto Sesmero y en 1884 llegó el ferrocarril a la ciudad.El esplendor social y cultural, como las nuevas funciones de la ciudad, permitieron el desarrollo urbanístico, comercial e industrial de Pontevedra.
En 1880 se realizó la Exposición Regional de Galicia, exponiéndose piezas en la nueva Casa Consistorial de Pontevedra, el Instituto de Educación Secundaria y el pabellón construido en la Alameda para el evento. Se mostraron obras artísticas (óleos, esculturas, grabados y fotografías) y aparatos científicos, agrícolas e industriales.

### SigloXX

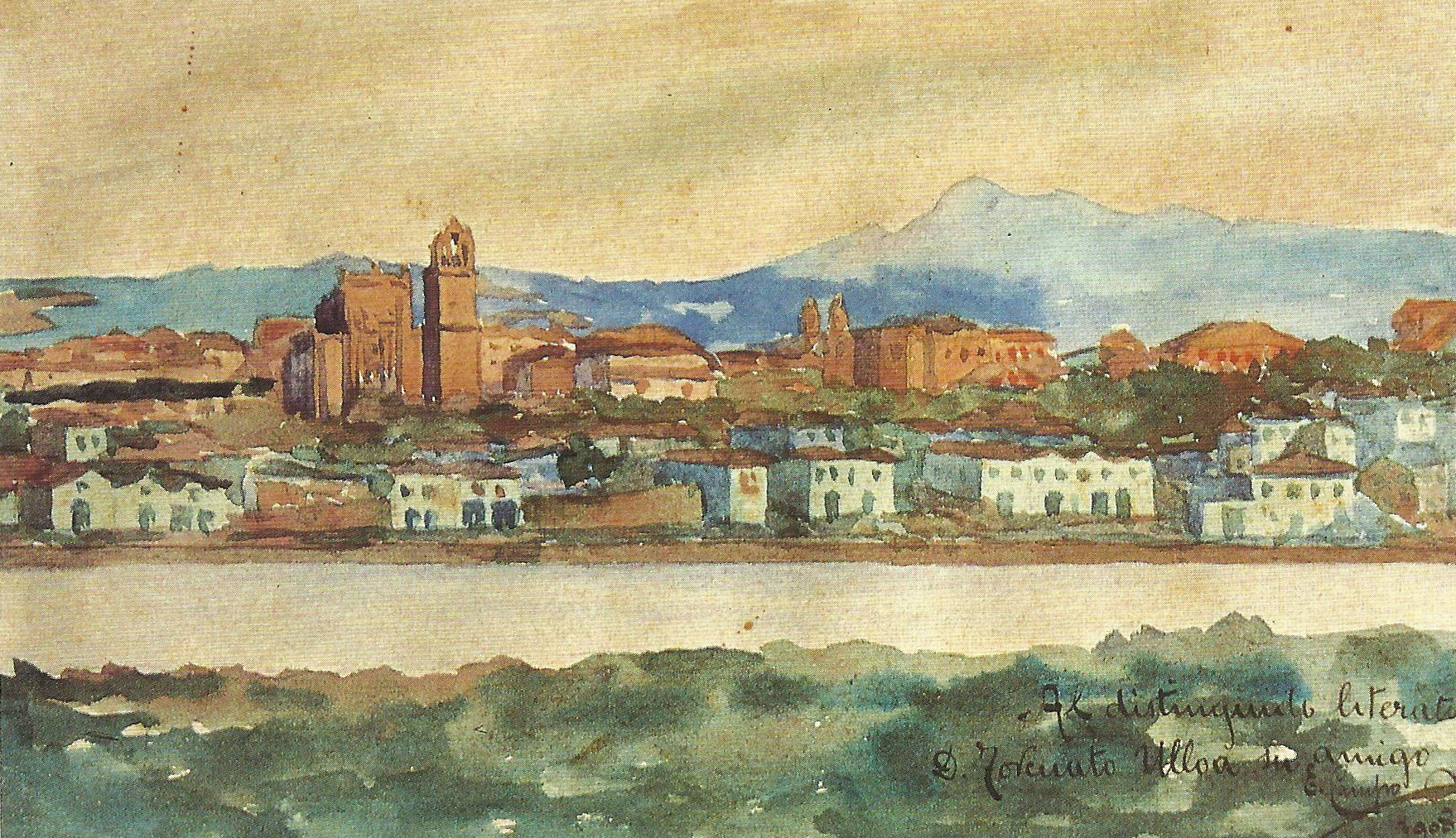
Pontevedra en 1908 por Enrique Campo.

En las primeras décadas del siglo XX, Pontevedra vivió una especial efervescencia cultural y política. Son especialmente relevantes la creación de la Misión Biológica de Galicia y la fundación, en diciembre de 1931, del Partido Galeguista, liderado por Bóveda y Castelao, vástago del actual nacionalismo gallego.
En 1936 se produjo el levantamiento militar del general Francisco Franco, que dio paso a la guerra civil, alimentada por los odios y enfrentamientos acumulados a lo largo de los años. Tras su fin tres años después, vino la represión por parte de los vencedores nacionalistas. Numerosas personas fueron asesinadas, fusiladas o obligadas a exiliarse. 

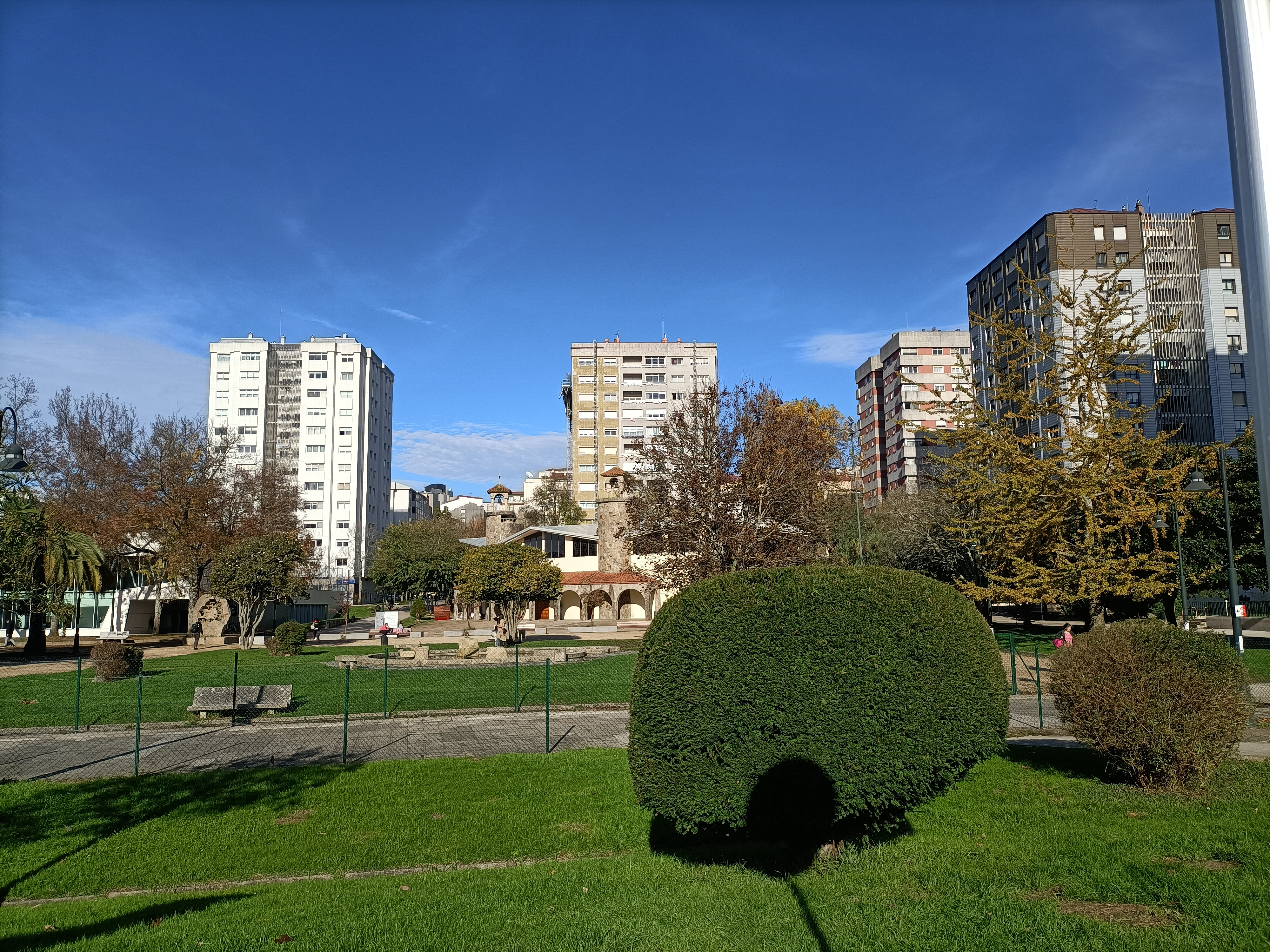
Barrio de Campolongo urbanizado en 1970.

En 1944 se anexionó el municipio de Geve que incluía las parroquias de Geve, Santa María de Geve y Berducido.
Las dos primeras décadas de la dictadura franquista fueron de enormes dificultades económicas para la mayoría de la población. Un cambio en la situación se produjo en los años 1960, que se caracterizó por un desarrollo sostenido que comenzó a manifestarse con mayor claridad a principios de los años 1970, coincidiendo con la muerte de Franco en 1975 y la transición democrática española. En estos años se produjo un auge de la construcción en la ciudad. 
La ampliación de la oferta de estudios universitarios y la creación del campus de Pontevedra en la ciudad en 1990 contribuyó al crecimiento y dinamismo de la ciudad. En diciembre de 1996 se produjo la concesión por parte del gobierno español del Plan Urban que permitió empezar los trabajos de rehabilitación del casco histórico de la ciudad.

## SigloXXI

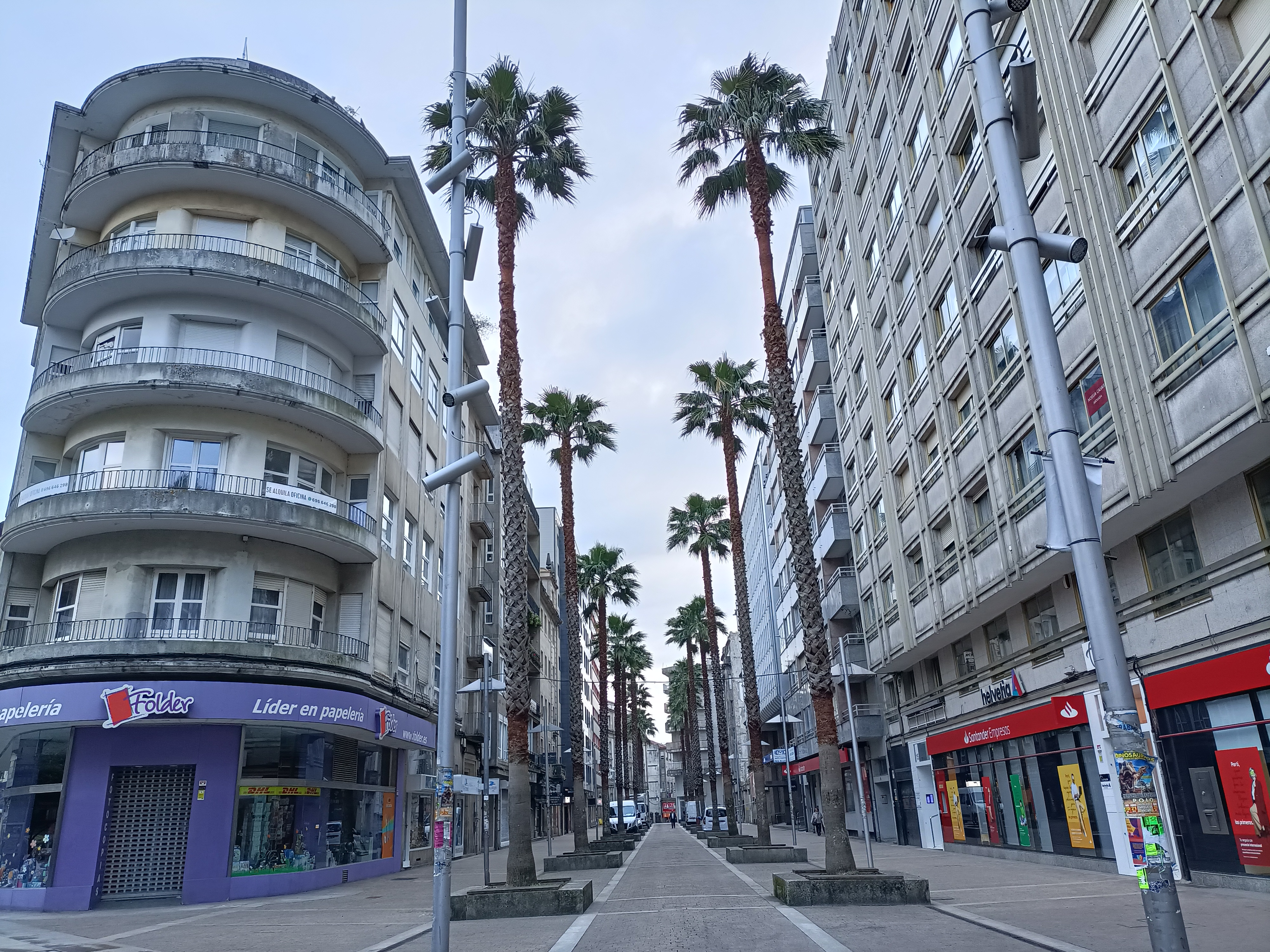
Calle General Gutiérrez Mellado remodelada en 2003.

En el siglo XXI la ciudad de Pontevedra ha experimentado un renacimiento cultural al mismo tiempo que una transformación urbanística: peatonalización del centro de la ciudad, ampliación de carriles-bici, recuperación del patrimonio histórico y natural, rehabilitación de edificios y espacios públicos, aumento de zonas verdes, paseos y sendas peatonales, entre otras iniciativas. En 2013 recibió el premio anual de la agencia europea Intermodes en Bruselas, sucediendo a la autoridad organizadora de los Juegos Olímpicos de Londres, en reconocimiento al Metrominuto, un mapa similar a los de metro que señala distancias y tiempos a pie entre los principales lugares de la ciudad. Anteriormente, en 2009, había recibido el premio Movilidad Segura concedido en el II Encuentro de Ciudades de Seguridad Vial, de España.

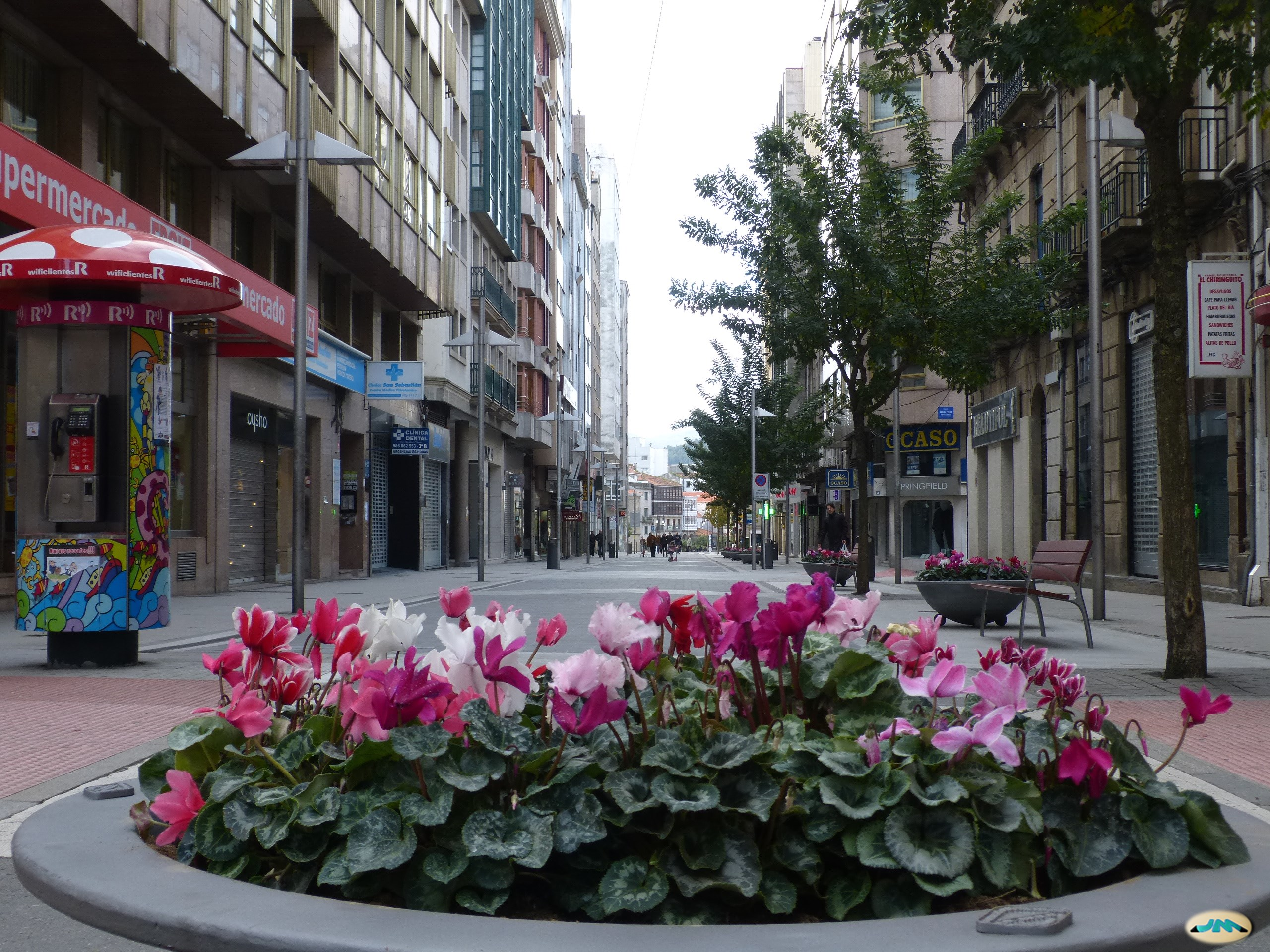
Calle de Benito Corbal peatonalizada en 2013.

La ciudad ha recibido en este siglo diversos premios por su modelo de ciudad, la conservación de su patrimonio histórico y natural y la peatonalización del centro que redundan en su calidad de vida: el premio ONU - Hábitat, entregado en Dubái en 2014, el Premio Cermi en 2007, el Premio Nacional de la Cultura Gallega en 2008 otorgado por la Junta de Galicia o el premio de la ONG Center for active design («Centro para el diseño activo») otorgado en 2015 en Nueva York y el primer premio de seguridad urbana de Europa otorgado por la Unión Europea en 2020. Pontevedra se erige en la actualidad como una capital con un modelo urbanístico internacional a la que acuden urbanistas de numerosos países para intentar copiar el modelo.